# 佛經體

佛經體

佛經體又稱寫經體，是一種與佛經經文相關的漢字書體。漢代以降，佛教的傳入及佛經的漢化，大量的漢譯佛經出現，如來自西域的漢文佛教寫經。隨著寫經制度的完善和漢字本身的發展二線併行，逐漸演化出這種有獨特風格的書體。儘管書寫的水平參差不齊，但仍不難覓到流暢遒勁、剛健飽滿等共性。特別是由於經文內容的連貫，字體具有上下呼應、首尾相顧的整體性，亦是其重要特徵。
現在佛經體已由多家字型公司或書法家個人開發。如中國書法家任利生憑藉自身對佛經的理解及努力，書寫的佛經體楷書，已以GBK編碼被方正集團收入計算機字庫。又如TypeLand （页面存档备份，存于）（现“文悦字库”）依據唐儀鳳元年的《金剛般若波羅蜜經》殘卷，開發出儀鳳寫經體，其排版不等距的特性較好照顧了佛經體的整體性。